# King Sunny Adé
Sunday Adeniyi, noto come King Sunny Adé (Osogbo, 22 settembre 1946), è un cantante e musicista nigeriano.
Tra i pionieri della world music, è stato attivo con il genere jùjú, che deriva dall'uso delle percussioni nel popolo Yoruba.

## Biografia
Negli anni '60 ha fondato il suo primo gruppo chiamato The Green Spots e pubblicato decine di registrazioni tra cui gli album Juju Music, Synchro System e Aura, etichettati dalla Mango, una sussidiaria della Island Records.
Con il gruppo Ade & His African Beats ha debuttato in America negli anni '80.
Intorno alla metà degli anni '90 ha creato il King Sunny Adé Foundation per promuovere arte e spettacolo in Nigeria.